# Groupe suisse de recherche clinique sur le cancer
 (avril 2022).
Il peut être nécessaire de l'améliorer pour respecter le principe de neutralité de point de vue. Veuillez consulter la page de discussion pour plus de détails.

Le Groupe suisse de recherche clinique sur le cancer (SAKK) (Schweizerische Arbeitsgemeinschaft für Klinische Krebsforschung) est une organisation à but non lucratif qui, depuis 1965, coordonne, réalise et finance des études cliniques multicentriques en oncologie en Suisse. Il en est le seul réseau national en Suisse sur l'oncologie.

## Rôle
Le Groupe suisse de recherche clinique sur le cancer connu sous son nom allemand de Schweizerische Arbeitsgemeinschaft für Klinische Krebsforschung (d'où l’abréviation SAKK) est un organisme à but non lucratif créé pour développer les études cliniques sur le cancer sur les patients en Suisse,. Il coordonne ces études sur l'ensemble des hôpitaux universitaires suisses et centres de recherche suisses ce qui permet d'obtenir un nombre suffisant de patient pour rendre valides les résultats des études. De nombreux hôpitaux cantonaux et régionaux font également partie de regroupement qui, en 2016 restait le seul réseau national de Recherche sur le cancer en Suisse.
L'amélioration de la caractérisation des tumeurs au niveau moléculaire fait que de nombreux cancers sont désormais identifié comme des maladies orphelines (rares). Le nombre de patients suisses atteints de ces maladies orphelines est insuffisant pour pouvoir effectuer des études propres, le SAKK collabore alors avec des groupes de recherche étrangers ou « des groupes pharmaceutiques dans le cadre d'essais initiés par l'investigateur ».
Le SAKK recherche et évalue l'efficacité, la tolérance et la sureté des anticancéreux innovants utilisés dans ces études cliniques tout en tenant compte des divers facteurs telles que la chirurgie, la radiothérapie et les autres thérapies médicamenteuses utilisées susceptibles d'influer sur le traitement étudié. Dans le cadre des études, le SAKK pose interroge les patients sur la prévention, le dépistage précoce, le diagnostic et le suivi du cancer et examine leur qualité de vie ainsi que les coûts engendrés par le traitement.
Les études sont réalisées dans le cadre du traitement oncologique habituel à l'hôpital ou dans le cabinet d'un spécialiste. Tous les hôpitaux universitaires ainsi que de nombreux hôpitaux cantonaux et régionaux dans toute la Suisse font partie du réseau SAKK et offrent à leurs patients la possibilité de participer à des études.
Le SAKK a conclu une convention de prestations avec le secrétariat d'État à l'éducation, à la recherche et à l'innovation (SERI), qui garantit son financement de base.

## Histoire

### Les débuts
Des médecins suisses, les professeurs Kurt Brunner (de Berne), Pierre Maurice (de Genève), Georg Martz (de Zürich) et Hans-Jörg Senn (de St. Gallen),, dont certains revenaient de séjours de recherche aux États-Unis, ont plaidé auprès du parlement suisse de la nécessité de créer un organisme pour les études cliniques sur le cancer,. C'est ainsi qu'a été accepté en 1962 la création d'un tel groupe et fondé le Groupe suisse de chimiothérapie en 1965,,. Situé à Berne dans un nouveau bâtiment sur le site du Tiefenauspital sous la direction de Kurt Brunner,, le groupe a ensuite été rebaptisé SAKK,,,. Les trois premiers membres de groupe ont été l'Inselspital de Berne, le HUG de Genève et l'Universitätsspital de Zürich. Cette organisation a été en tant qu'organisation à but non lucratif, à effet de promouvoir la réalisation d'études cliniques sur le cancer dans toute la Suisse.
Dans les années 1970, le SAKK a maintenu une coopération étroite avec les groupes d'étude coopératifs américains. Grâce à la motion Schaller au Conseil fédéral de 1969 et du comité d'experts qui s'est ensuivi et qui avait estimé que « la recherche sur le cancer en Suisse était encore insuffisante et arriérée », a permis au SAKK de bénéficier du soutien fédéral suisse depuis 1974. Ce financement a été prévu pour permettre :
- la création ou l'extension de cliniques régionales ou cantonales comme centres de recherche sur le cancer en lien avec les hôpitaux existants[7]
- la création d'un centre clinique supérieur de cancérologie avec incluant la recherche et les traitements intégrés[7]
- d'assurer le financement du Groupe de travail suisse pour la recherche clinique sur le cancer (SAKK)[7].

En 1975, le docteur Alberto devient le président de la SAKK. Dans les années 1980, le SAKK a réalisé et publié des études, notamment dans les domaines des tumeurs gastro-intestinales et du cancer du sein, grâce à la participation aux études menées par l'International Breast Cancer Study Group (IBCSG). Ses principaux partenaires, hors de Suisse, sont en plus de l'IBCSG, le groupe International Extranodal Lymphoma Study Group (IELSG) et le groupe European Thoracic Oncology Platform (ETOP).
En 1990, le SAKK compte 7 hôpitaux avec l'intégration dans le programme de l'hôpital universitaire de Bâle, le CHUV, le Kantonsspital St. Gall et l'Istituto Oncologico della Svizzera Italiana de Bellinzone.

### SIAK
En 1991, le SAKK a été transformé en l'Institut suisse de recherche appliquée sur le cancer (SIAK). Le modèle de recherche appliquée en oncologie à trois volets a été créé sous l'égide de SIAK : 
- Groupe suisse de recherche clinique sur le cancer (SAKK) : recherche clinique sur le cancer chez l'adulte
- Association suisse des registres du cancer (ASRT) : études épidémiologiques sur l'incidence du cancer, recherche sur les facteurs de risque et évaluation des programmes de prévention
- Groupe d'oncologie pédiatrique suisse (SPOG) : recherche clinique sur le cancer chez les enfants et les adolescents, institué en 1976[13].

De 1992 à 2007, le SPOG et le SAKK, tout en restant autonomes, se retrouvent  réunies « sous une même organisation faîtière ». En 2007, le SAKK a fusionné avec le SIAK. Depuis lors, l'organisation nouvellement créée est dirigée sous le nom du SAKK, comprend un vaste réseau d'une vingtaine de groupes de recherche dans toute la Suisse ainsi qu'un Centre de coordination à Berne. Le Centre de coordination est le principal centre administratif du SAKK. Y sont développées de nouvelles études cliniques et il y est centralisé la collection et l’évaluation des données, ainsi que la publication des résultats. Entre 1995 et 2007, dix autres centres hospitaliers rejoignent le SAKK, ce sont, en 1995, l'hôpital cantonal d'Aarau et l'hôpital cantonal des Grisons et en 2007 le centre hospitalier de Bienne, l'hôpital fribourgeois, la clinique Hirslanden Zurich, l'hôpital du Valais, l'hôpital de Sion, l'hôpital cantonal Winterthur, l'hôpital municipal Triemli Zurich et l'hôpital cantonal de Lucerne. Les dix registres régionaux du cancer existants collaborent désormais dans le cadre d'une fondation suisse, l'Institut national pour l'épidémiologie et l'enregistrement du cancer (NICER) devenu indépendant en 2007. Le Groupe suisse d'oncologie pédiatrique (SPOG) reste une organisation indépendante destinée à la recherche sur le cancer chez les enfants et les adolescents qui collabore avec le SAKK.

### Différentes thématiques
Le SAKK a également créé un groupe de travail sur les tumeurs cérébrales, le Swiss Working Group Brain Tumor dont les missions vont de l'échange d'informations scientifiques sur les tumeurs primaires et secondaires, à l'éducation des chercheurs en neuro-oncologie et à la collaboration pour l'établissement de bases de données spécifiques sur ces tumeurs particulières. Ce groupe participe aussi à l’établissement d'un registre sur les cancers gastriques capables de s'étendre au Système nerveux central (Gastric Cancer Registry). Plus récemment, le SAKK a lancé des études sur les effets du Sport sur la qualité de vie des patients.

### Base de donnée suisse
En 2015, le SAKK enregistre l'arrivée des hôpitaux STS AG de Thoune, Kantonsspital de Baden et du Spital Thurgau AG. Il est constitué d'un vaste réseau de groupes de recherche en Suisse, environ 20. Il compte un centre de coordination à Berne,. Le SAKK a organisé et centralisé les données issues des centres du SAKK dans la base de données «Swiss Real World Data Registry» (RWD ou SCORED)en les reliant au projet « Onconavigator»,. Onconavigator est un système informatisé permettant le soutien au choix des traitements. En 2020 le SAKK organise un groupe de travail sur l’Onconavigator pour établir deux nouveaux registres : un registre clinique d’études immunologiques (Alpine
TIR) et un registre du SAKK des infections au SARS-CoV2. En 2016, le directeur du centre administratif du SAKK est Peter Brauchli. A cette même date, entre 25000 et 30000 patients suisses avaient été enrôlés dans des études cliniques sous l'égide du SAKK et environ 800 à 1000 nouveaux patients entrent chaque année dans ces études,.

### Renforcer l'accès aux traitements
En 2019, le SAKK lance un projet avec l'aide de 7 de ses membres afin de renforcer l'accès aux nouveaux traitements expérimentaux dans les hôpitaux de plus petites tailles en Suisse. Il est notamment envisagé d'établir des traitements de thérapie cellulaire sous l'égide du SAKK,. Il s'est aussi impliqué dans la médecine personnalisée en étant membre du projet de la Swiss Personalized Oncology (SPO).
Depuis 2015, le SAKK a aussi amélioré les relations avec les associations de patients en créant un comité de conseil avec les patients qui permet de mieux les informer au sujet des études menées. Il a aussi une fonction d'éducation pour les jeunes oncologues quel que soit leurs spécialité en cancer.

## Structure de l'organisation
Le SAKK est une organisation à but non lucratif ayant la forme juridique d'une association au sens de l'article 60 ss du Code civil suisse. Les membres ordinaires de l'association sont les principaux centres d'oncologie clinique en Suisse, respectivement leurs garants légaux. Le conseil d'administration décide des activités de recherche du SAKK. Le Centre de coordination de Berne emploie nonante personnes.
L'organisation est financée via des fonds provenant de la Ligue Suisse contre le cancer (LSC) et la Recherche Suisse contre le cancer (RSC) ainsi que des fondations, des donateurs privés et par une convention avec Secrétariat d'État à l'éducation, à la recherche et à l'innovation (SERI) et le fonds national suisse,,,. Il dispose d'un budget d'environ 15 millions de francs suisses en 2015 et de près de 23 millions en 2019 dont 700 mille pour les études non interventionelles (registres, biobanque...).

### Les présidents du SAKK
Liste des présidents du SAKK depuis 1965
- 1965-1975 : Kurt W. Brunner
- 1975-1981 : Pierre Alberto
- 1981-1988 : Franco Cavalli
- 1988-1991 : Hans-Jörg Senn
- 1991-1994 : Urs Metzger
- 1994-2002 : Aaron Goldhirsch
- 2004-2010 : Richard Herrmann
- 2010-2015 : Beat Thürlimann
- depuis 2016 : Roger von Moos